# Luxemburgia glazioviana
Luxemburgia glazioviana är en tvåhjärtbladig växtart som först beskrevs av Adolf Engler, och fick sitt nu gällande namn av Ambroise Marie François Joseph Palisot de Beauvois. Luxemburgia glazioviana ingår i släktet Luxemburgia och familjen Ochnaceae. Inga underarter finns listade i Catalogue of Life.